# Сережка (ботаніка)

Схема сережок із різними квітками: ліворуч — на коротких квітконіжках, праворуч — сидячими.

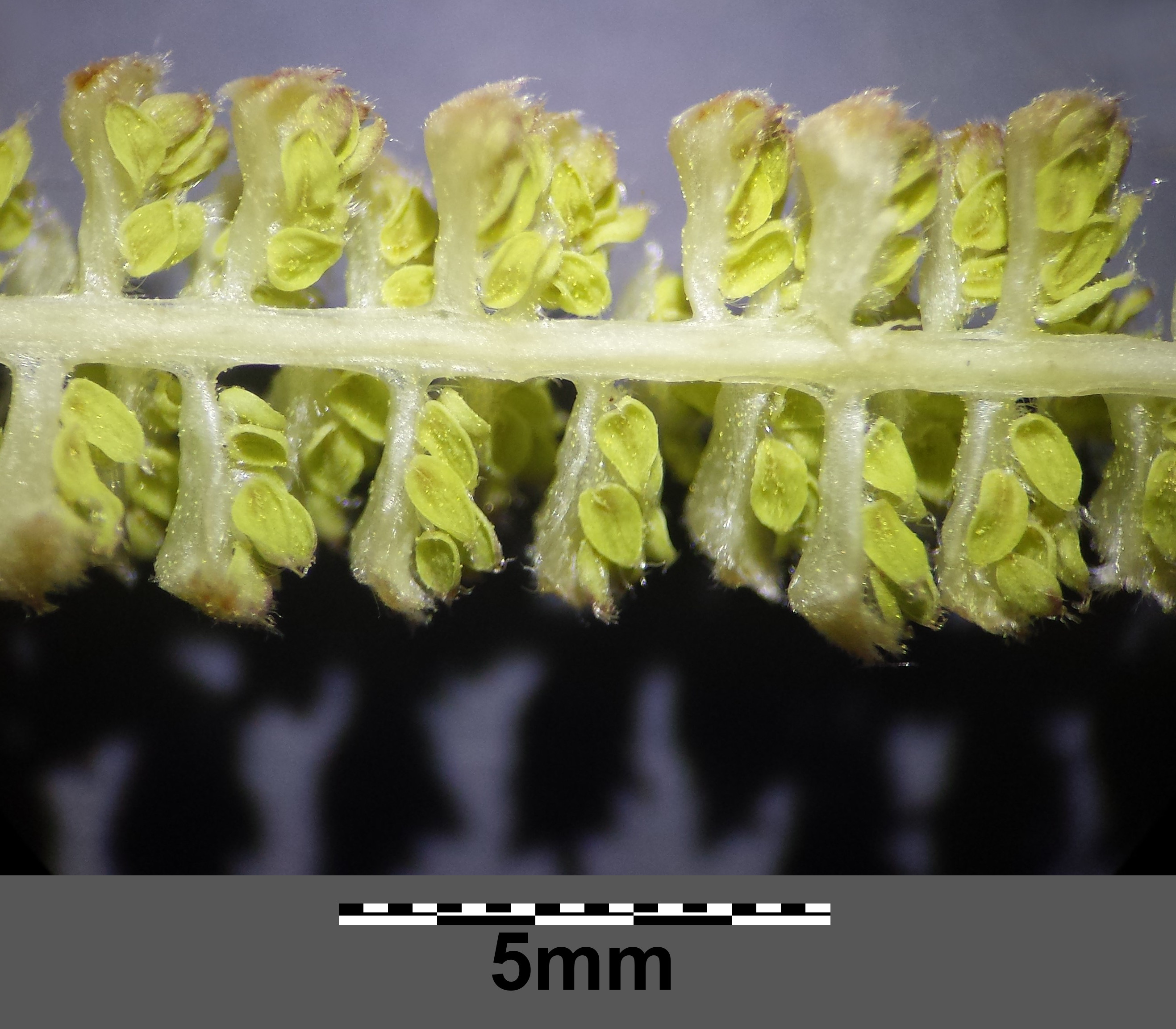
Поздовжній розріз сережки ліщини звичайної.

Сере́жка (лат. amentum) — тип ботричного суцвіття з численними, дрібними, переважно одностатевими квітками, розташованими на пониклій опадній осі. Еволюційно походить від колоса і найчастіше розглядається як його різновид, рідше — як похідне китиці. Саме здатністю цього суцвіття вільно висіти обумовлена його українська назва, що вказує на зовнішню подібність із сережками-прикрасами. Сірі сережки деяких верб в побуті часто називають ко́тиками за схожість із м'яким хутром кошеняти, гілочки з такими суцвіттями у східних слов'ян є традиційною прикрасою до Вербної неділі.
Морфологічно сережка нічим не відрізняється від колоса: вона має таку саму добре виражену більш-менш довгу головну вісь; її квітки або сидячі, або мають дуже короткі, візуально непомітні квітконіжки; оцвітина квіток проста, часто взагалі редукована. Однак на відміну від колоса, вісь сережки тонка, гнучка, іноді ниткоподібна, через що вона не витримує ваги навіть крихітних квіток і поникає. Всі ці ознаки розвинулись як пристосування до вітрозапилення, оскільки вони дозволяють рослині з найменшою витратою пластичного матеріалу утворити чисельне скупчення квіток, чий пилок легко потраплятиме в повітря. Разом з тим, жодна з характерних ознак сережки не є сталою. Наприклад, жіночі сережки деяких видів берези і верби короткі і стирчать на гілочках, а не поникають. Так само, жіночі сережки берези та вільхи не є опадними, причому у вільхи після достигання плодів вони набувають вигляду шишечок. Це ще раз підтверджує спорідненість сережки із колосом, оскільки шишку також розглядають як його різновид.
Попри зовнішню простоту, сережки вирізняються різноманіттям будови. Як правило, вони несуть одиночні квітки, але в окремих випадках на головній осі суцвіття можуть розташовуватись скупчення з кількох квіток, що фактично є крихітними суцвіттями. Часто такі парціальні суцвіття будовою нагадують саму сережку, інколи можуть належати до інших типів суцвіть. Наприклад, чоловічі сережки берези складені з триквіткових дихазіїв.
Як і в усіх інших ботричних суцвіттях, послідовність розкриття квіток у сережці — від нижніх квіток до верхніх (у пониклій сережці це виглядає як зверху вниз). Оскільки ботричні суцвіття є відкритими, тобто не мають верхівкової квітки і ростуть неперервно, то під час цвітіння у деяких видів рослин можна спостерігати помітне видовження сережок. Після цвітіння чоловічі сережки опадають відразу, а жіночі — лише після достигання насіння.
З точки зору природної історії сережку слід вважати примітивним типом суцвіття, притаманним найдавнішим систематичним групам квіткових рослин. Зокрема, сережки характерні для представників родин Букових, Березових, Вербових, Шовковицевих, окремих представників Мірикових та Горіхових. Нещодавні дослідження показали, що підклас Hamamelididae має поліфілетичне походження, тому сережки у різних його родинах могли розвинутись незалежними та еволюційно несхожими шляхами. Усі види рослин із суцвіттями-сережками є деревами або кущами, травам цей вид суцвіть не притаманний.
| |  |  |  |  |
| Зліва направо: чоловічі сережки — горіха волоського, двох видів верби («котики» і розквітлі суцвіття), тополі канадської, жіночі сережки вільхи в плодах (шишечки). |  |  |  |  |